# Live Search Academic
Live Search Academic è stato, nel periodo 2006/2008, un motore di ricerca accademico, facente parte di Windows Live Search.
Era molto simile come funzionamento a Google Scholar, ma, invece di effettuare una scansione di Internet per reperire il contenuto accademico, cercava direttamente da fonti sicure, come ad esempio gli editori di riviste accademiche.
Era conosciuto precedentemente come Windows Live Academic quando venne lanciata ufficialmente la beta l'11 aprile 2006; cambiò nome in Live Search Academic il 6 dicembre 2006. Il 23 maggio 2008, Microsoft annunciò la chiusura sia di Live Search Books, che di Live Search Academic.

## Caratteristiche
Live Search Academic indicizzava articoli di giornale specialistici, libri e tesi. In aggiunta alle normali ricerche di un motore di ricerca con Live Search Academic era possibile:
- ordinare per rilevanza, data, autore, giornale e conferenza;
- modificare il livello di dettaglio dei risultati della ricerca;
- esportare documenti nei formati BibTeX, RefWorks e EndNote.